# Save Ferris
Save Ferris é uma banda norte-americana de ska e reggae formada em 1995 na cidade de Orange County, Califórnia.

## Biografia
A banda formou-se em 1995, após a dissolução de um número de bandas da terceira onda ska do sul da Califórnia. A formação original de Save Ferris, cujo nome foi retirado do filme de John Hughes Ferris Bueller's Day Off, era composta por Brian Mashburn (guitarra/vocais), Bill Uechi (baixo), Eric Zamora (saxofone), José Castellanos (trompete), Jesse Tunnell (trombone), Steve Cordero (bateria) e Adrienne Knoff (vocal). Knoff foi despedida cinco ou seis meses após se ter juntado à banda, tendo Uechi and Williams convidado a cantora Monique Powell para a substituir. Pouco depois, Cordero e Tunnell abandonaram a banda, e foram substituídos por Mark Harismendy e Brian "T-Bone Willy" Williams, respetivamente.
A banda tocou bastante nas rádios quando, em 1996, lançou o hit "Come On Eileen", regravação do sucesso mundial de 1982 da banda britânica Dexys Midnight Runners. O grupo fez ainda participação como a banda que toca no baile no filme 10 Things I Hate About You de 1999, com a música "I Know".
A banda se separou em meados de 2002, apesar de a vocalista Monique Powell tentar prosseguir seu trabalho. Save Ferris realizou seu último show no dia 20 de setembro desse ano, nos Estados Unidos. O saxofonista Eric Zamora declarou que a banda não estava "dando um tempo", mas que havia encerrado sua atividade.
Em 2013, o grupo retorna, com Monique Powell e integrantes novos, pois os antigos integrantes mudam na banda Starpool. 

## Integrantes

### Atuais
- Monique Powell - Vocal (1995 – 2003, 2013 - presente)
- Gordon Bash - Baixo e Vocais de apoio (2013 - presente)
- Patrick Ferguson - Guitarra (2013 - presente)
- Erik Hughes - Trombone (2013 - presente)
- Alex Burke - Teclados (2013 - presente)
- Brandon Dickert - Bateria (2015 - presente)
- Connor McElwain - Trompete (2015 - presente)
- Alexander Mathias - Saxofone - (2016 - presente)

### Antigos
- Adrienne Knolff - Vocal (1995 - 1996)
- Bill Uechi - Baixo (1995 – 2003)
- Eric Zamora - Saxofone (1995 – 2003)
- Brian Mashburn - Guitarra e Vocais de apoio (1995 – 2003)
- Jesse Tunnel - Trombone (1995 – 1996)
- T-Bone Willy - Trombone (1995 – 2003)
- José Castellaños - Trompete (1995 – 2000)
- Oliver Zavala - Trompete e Vocais de apoio (2000 – 2003)
- Steve White - Trompete (2002 – 2003)
- Steve Cordero - Bateria (1995)
- Marc Harismendy - Bateria (1995 – 1998)
- Evan Kilbourne - Bateria (1998 – 2003)
- Denny Weston Jr. - Bateria (2013 - 2015)
- Joe Berry - Saxofone (2013 - 2015)

## Discografia
Introducing Save Ferris (1996)
1. "The World Is New"
2. "For You"
3. "Superspy"
4. "Sorry My Friend"
5. "Spam"
6. "You and Me"
7. "Under 21"

It Means Everything (1997)
1. "The World Is New"
2. "Nobody But Me"
3. "Superspy"
4. "Come on Eileen"
5. "Goodbye"
6. "Sorry My Friend"
7. "Lies"
8. "Little Differences"
9. "Spam"
10. "Under 21"
11. "Everything I Want To Be"

Modified (1999)
1. "Turn It Up"
2. "The Only Way To Be"
3. "I'm Not Crying For You"
4. "Your Friend"
5. "No Love"
6. "Angry Situation"
7. "What You See Is What You Get"
8. "One More Try"
9. "Mistaken"
10. "Holding On"
11. "Let Me In"
12. "Modified (Hidden Track)"

Outras canções
- "Artificial Life"
- "Build Me Up Buttercup"
- "Can't Stop"
- "Christmas Wrapping"
- "Father Christmas"
- "I Know" (da banda sonora do filme 10 Things I Hate About You)
- "SYLSB"